# Печварад
Печварад (угор. Pécsvárad) — місто в медьє Бараня в Угорщині. Місто займає площу 36,03 км², на якій проживає 4087 жителів.
На південний захід від міста знаходиться штучне озеро Домбаї.
| Угорщина | Це незавершена стаття з географії Угорщини. Ви можете допомогти проєкту, виправивши або дописавши її. |